# Fałd moczowo-płciowy

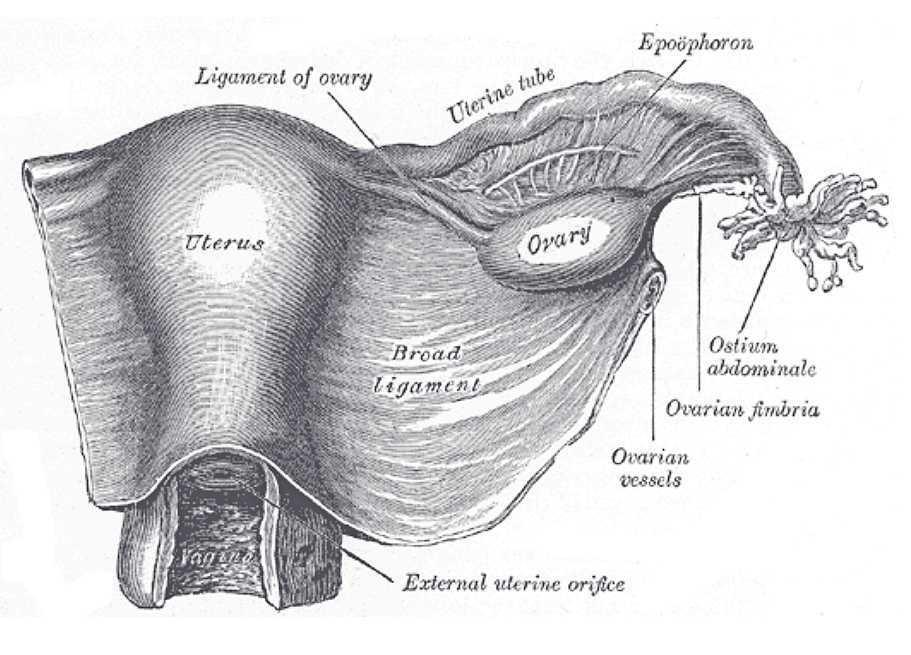
Więzadło szerokie macicy człowieka

Fałd moczowo-płciowy (łac. plica urogenitalis), fałd moczowo-odbytniczy (plica urorectalis) – fałd otrzewnowy w tylnej części jamy brzusznej i jamie miednicy.
Jest to fałd otrzewnowy, który dzieli jamę miednicy na część grzbietową, w obrębie której leży odbytnica, i część brzuszną, zajmowaną przez układ moczowy.
U samców w obrębie tego fałdu przebiegają koniec moczowodu, koniec nasieniowodu, pęcherzyki nasienne. Może się tam również znaleźć szczątkowa macica męska.
U samic fałd ten jest lepiej rozwinięty. Tworzy on bowiem krezkę macicy, czyli jej więzadło szerokie, krezkę jajowodu i krezkę jajnika. Grzbietowo łączy się z odbytnicą, tworząc jej krezkę. Brzusznie natomiast sięga górnej części pęcherza moczowego, tworząc nieparzysty fałd pępkowy pośrodkowy i parzysty fałd pępkowy boczny.